# Campionato sudamericano femminile under 17 di calcio
Il Campionato sudamericano femminile under 17 di calcio (noto anche come Sudamericano Femenino Sub-17) è la più importante competizione internazionale sudamericana di calcio femminile riservata alle atlete di età inferiore a 17 anni ed è disputato tra le Nazionali femminili Under-17 dei Paesi affiliati alla CONMEBOL. Ha cadenza biennale e il primo torneo è stato disputato nel 2008. Le prime tre classificate guadagnano la qualificazione al Campionato mondiale femminile under 17 di calcio.
Campione in carica è il Brasile, che ha vinto l'edizione 2024.

## Edizioni
| 2008 | Cile      | Colombia  | girone finale | Brasile  | Paraguay  | girone finale | Argentina |
| 2010 | Brasile   | Brasile   | 7–0           | Cile     | Venezuela | 1–0           | Paraguay  |
| 2012 | Bolivia   | Brasile   | girone finale | Uruguay  | Colombia  | girone finale | Argentina |
| 2013 | Paraguay  | Venezuela | girone finale | Colombia | Paraguay  | girone finale | Cile      |
| 2016 | Venezuela | Venezuela | girone finale | Brasile  | Paraguay  | girone finale | Colombia  |
| 2018 | Argentina | Brasile   | girone finale | Colombia | Uruguay   | girone finale | Venezuela |
| 2022 | Uruguay   | Brasile   | girone finale | Colombia | Cile      | girone finale | Paraguay  |
| 2024 | Paraguay  | Brasile   | girone finale | Colombia | Ecuador   | girone finale | Paraguay  |
| 2025 | Colombia  | Paraguay  | girone finale | Brasile  | Ecuador   | girone finale | Colombia  |

## Medagliere
| Pos. | Paese     | Oro | Argento | Bronzo | Totale |
| ---- | --------- | --- | ------- | ------ | ------ |
| 1    | Brasile   | 5   | 3       | 0      | 8      |
| 2    | Venezuela | 2   | 0       | 1      | 3      |
| 3    | Colombia  | 1   | 4       | 1      | 6      |
| 4    | Paraguay  | 1   | 0       | 3      | 4      |
| 5    | Cile      | 0   | 1       | 1      | 2      |
| 5    | Uruguay   | 0   | 1       | 1      | 2      |
| 7    | Ecuador   | 0   | 0       | 2      | 2      |

## Partecipazioni e prestazioni nelle fasi finali
Legenda
- – Nazione ospite

| Nazionale | 2008 | 2010 | 2012 | 2013 | 2016 | 2018 | 2022 | 2024 | 2025 | Totale |
| --------- | ---- | ---- | ---- | ---- | ---- | ---- | ---- | ---- | ---- | ------ |
| Argentina | 4°   | 1T   | 4°   | 1T   | 1T   | 1T   | 1T   | 1T   | 1T   | 9      |
| Bolivia   | 1T   | 1T   | 1T   | 1T   | 1T   | 1T   | 1T   | 1T   | 1T   | 9      |
| Brasile   | 2°   | 1º   | 1º   | 1T   | 2°   | 1°   | 1°   | 1°   | 2°   | 9      |
| Cile      | 1T   | 2°   | 1T   | 4°   | 1T   | 1T   | 3°   | 1T   | 1T   | 9      |
| Colombia  | 1º   | 1T   | 3°   | 2°   | 4°   | 2°   | 2°   | 2°   | 4°   | 9      |
| Ecuador   | 1T   | 1T   | 1T   | 1T   | 1T   | 1T   | 1T   | 3°   | 3°   | 9      |
| Paraguay  | 3°   | 4°   | 1T   | 3°   | 3°   | 1T   | 4°   | 4°   | 1º   | 9      |
| Perù      | 1T   | 1T   | 1T   | 1T   | 1T   | 1T   | 1T   | 1T   | 1T   | 9      |
| Uruguay   | 1T   | 1T   | 2°   | 1T   | 1T   | 3°   | 1T   | 1T   | 1T   | 8      |
| Venezuela | 1T   | 3°   | 1T   | 1º   | 1º   | 4°   | 1T   | 1T   | 1T   | 9      |
| Nazionale | 2008 | 2010 | 2012 | 2013 | 2016 | 2018 | 2022 | 2024 | 2025 | Totale |